# 久我山站

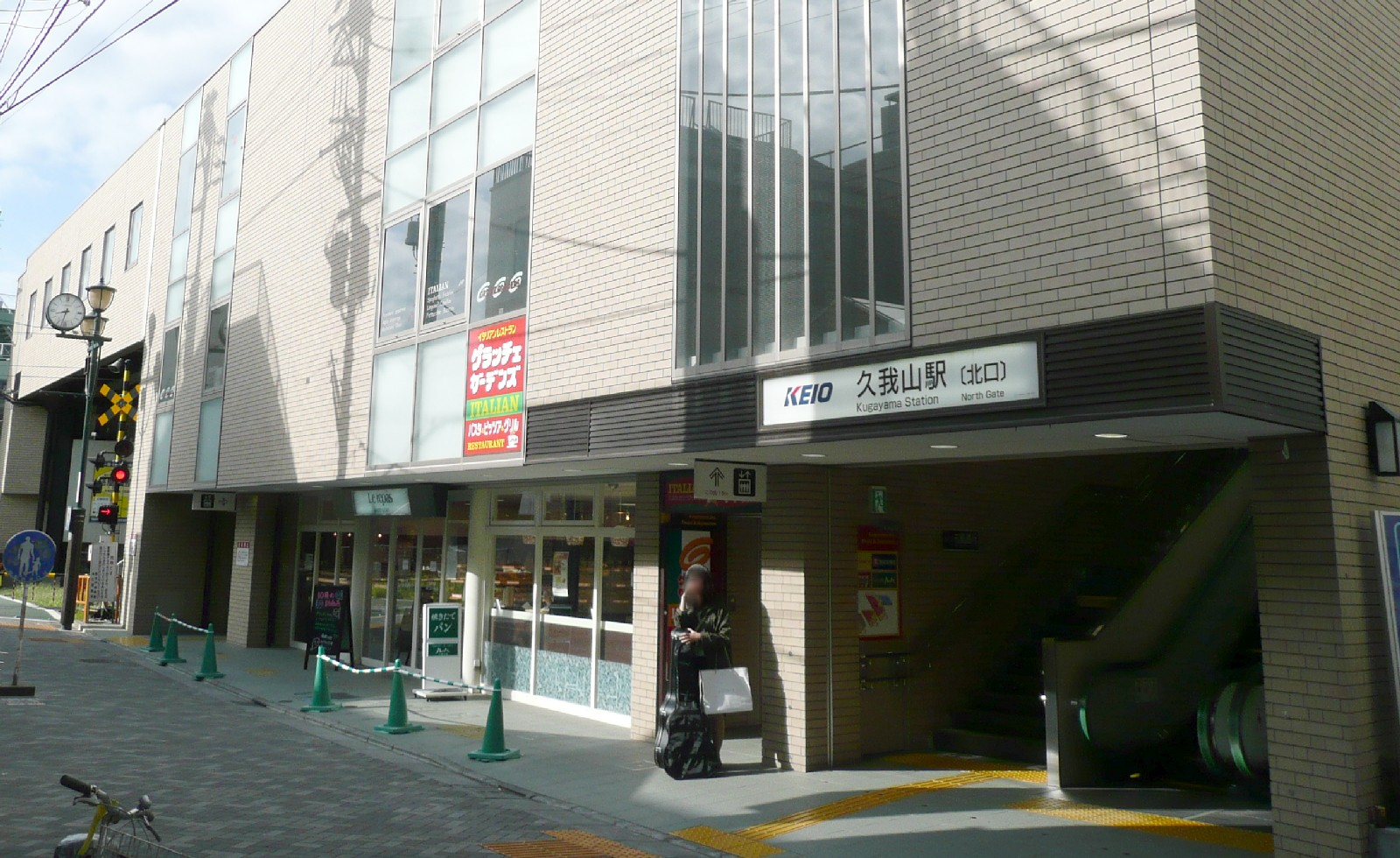
北口（2008年10月）

久我山站（日语：／ Kugayama eki */?）是位於東京都杉並區久我山，屬於京王電鐵井之頭線的鐵路車站。車站編號是IN14。

## 歷史
- 1933年（昭和8年）8月1日 - 開始營運，隸屬於帝都電鐵。
- 1940年（昭和15年）5月1日 - 與小田原急行鐵道合併，成為該公司帝都線的車站。
- 1942年（昭和17年）5月1日 - 小田急電鐵與東京急行電鐵（大東急）合併。
- 1948年（昭和23年）6月1日 - 從東急分離，成立京王帝都電鐵，成為該公司井之頭線的車站。
- 2005年（平成17年）
  - 2月 - 啟用跨站式站房（南口）。
  - 12月 - 啟用跨站式站房（北口）。
- 2013年（平成25年）12月18日 - 採用本地作曲家湯山昭的童謠《おはなしゆびさん》、《山のワルツ》作爲進站音樂[2]。

## 車站構造

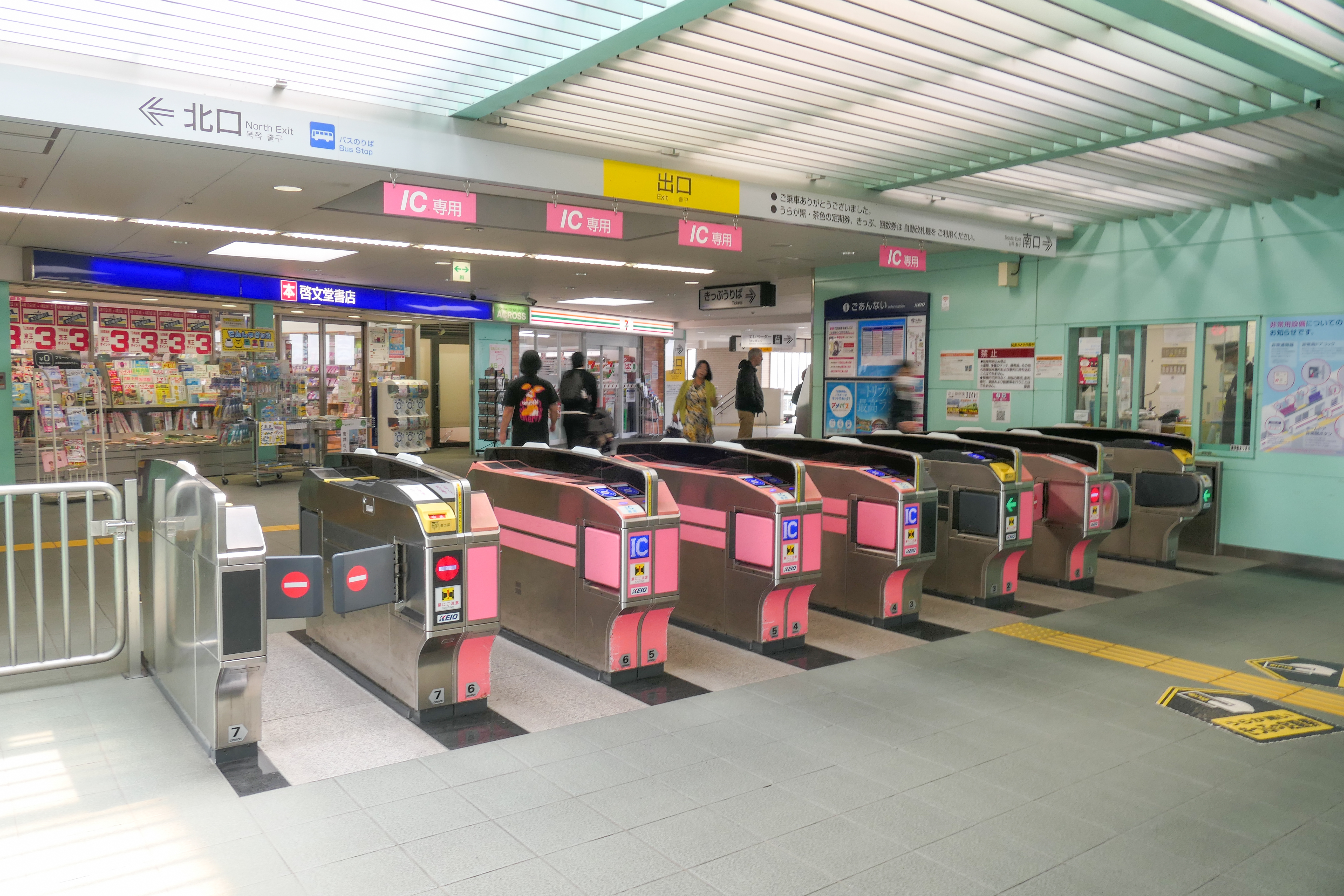
驗票閘口（2023年4月）

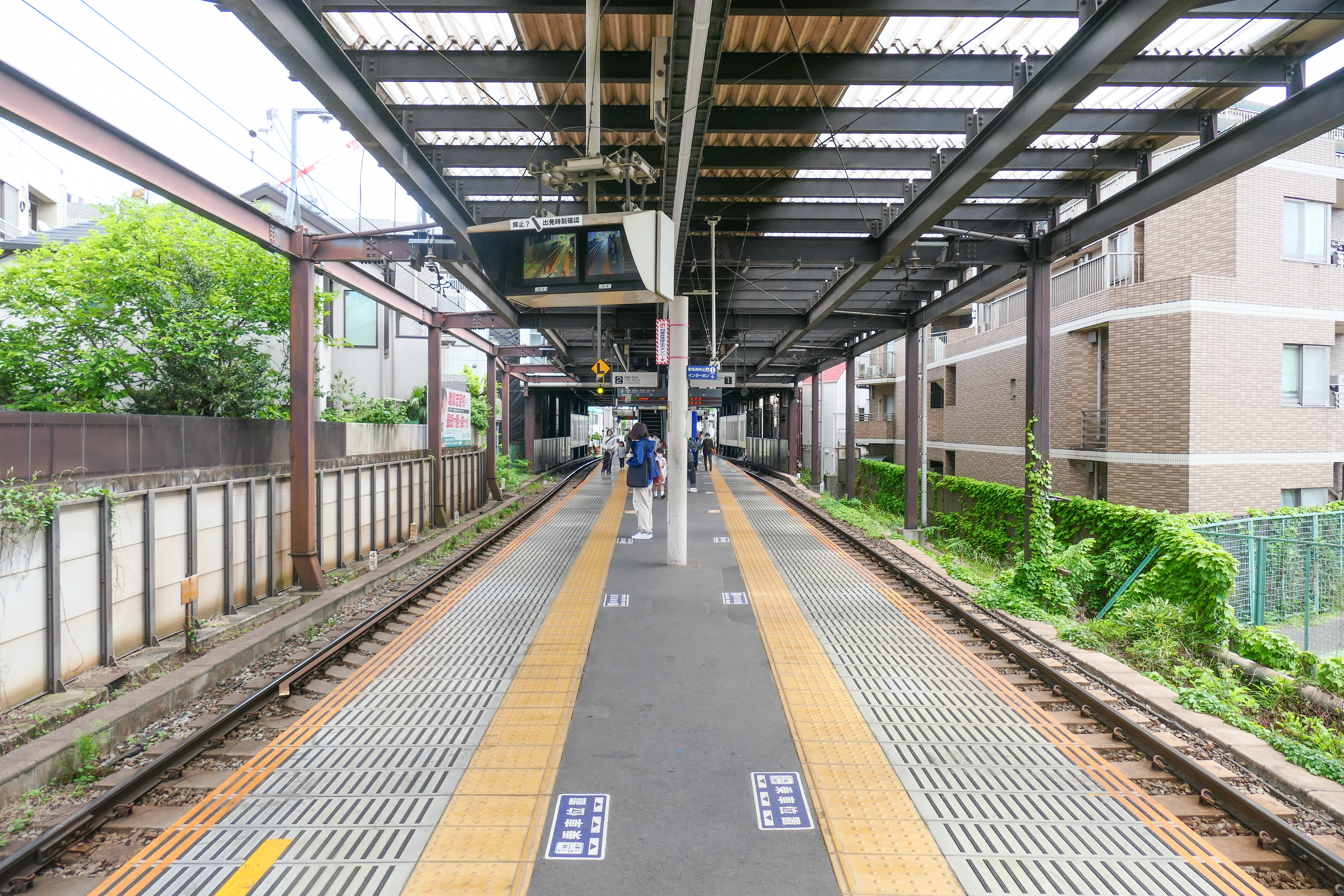
2號與2號月台（2023年4月）

此站是擁有跨站式站房的地面車站，並配置1面2線的島式月台。本站原為一般地面車站，舊站房位於現今北口的位置，以地下通道連接月台。2005年改建新站房的同時，站內也開設商業空間。

### 月台配置
| 月台 | 路線     | 方向 | 目的地                   |
| ---- | -------- | ---- | ------------------------ |
| 1    | 井之頭線 | 下行 | 吉祥寺方向               |
| 2    | 井之頭線 | 上行 | 明大前、下北澤、澀谷方向 |

## 使用情況
2016年度的1日平均上下車人次為39,697人。上下車乘客人數及乘車人數推移如下所記。
| 年度               | 1日平均 上下車人次 | 1日平均 上車人次 | 來源     |
| ------------------ | ------------------ | ---------------- | -------- |
| 1955年（昭和30年） | 14,103             |                  |          |
| 1960年（昭和35年） | 20,449             |                  |          |
| 1965年（昭和40年） | 30,066             |                  |          |
| 1970年（昭和45年） | 39,537             |                  |          |
| 1975年（昭和50年） | 39,044             |                  |          |
| 1980年（昭和55年） | 37,579             |                  |          |
| 1985年（昭和60年） | 38,003             |                  |          |
| 1990年（平成02年） | 38,125             | 18,567           | [ * 1 ]  |
| 1991年（平成03年） |                    | 19,079           | [ * 2 ]  |
| 1992年（平成04年） |                    | 18,989           | [ * 3 ]  |
| 1993年（平成05年） |                    | 18,984           | [ * 4 ]  |
| 1994年（平成06年） |                    | 18,756           | [ * 5 ]  |
| 1995年（平成07年） | 37,977             | 18,557           | [ * 6 ]  |
| 1996年（平成08年） | 37,124             | 18,247           | [ * 7 ]  |
| 1997年（平成09年） | 36,222             | 17,773           | [ * 8 ]  |
| 1998年（平成10年） | 36,286             | 17,798           | [ * 9 ]  |
| 1999年（平成11年） | 35,444             | 17,370           | [ * 10 ] |
| 2000年（平成12年） | 35,529             | 17,232           | [ * 11 ] |
| 2001年（平成13年） | 35,494             | 17,392           | [ * 12 ] |
| 2002年（平成14年） | 35,545             | 17,433           | [ * 13 ] |
| 2003年（平成15年） | 35,968             | 17,454           | [ * 14 ] |
| 2004年（平成16年） | 36,337             | 17,671           | [ * 15 ] |
| 2005年（平成17年） | 36,873             | 18,060           | [ * 16 ] |
| 2006年（平成18年） | 37,579             | 18,512           | [ * 17 ] |
| 2007年（平成19年） | 37,562             | 18,667           | [ * 18 ] |
| 2008年（平成20年） | 37,453             | 18,671           | [ * 19 ] |
| 2009年（平成21年） | 37,178             | 18,540           | [ * 20 ] |
| 2010年（平成22年） | 36,850             | 18,384           | [ * 21 ] |
| 2011年（平成23年） | 36,633             | 18,265           | [ * 22 ] |
| 2012年（平成24年） | 37,511             | 18,718           | [ * 23 ] |
| 2013年（平成25年） | 38,264             | 19,085           | [ * 24 ] |
| 2014年（平成26年） | 38,428             | 19,148           | [ * 25 ] |
| 2015年（平成27年） | 39,341             |                  |          |
| 2016年（平成28年） | 39,697             |                  |          |

## 車站周邊
南口為人見街道，而正面為通往岩崎通信機的商店街，統稱「岩通通」。前方是神田川，站前的久我山橋同時也作為站前廣場使用。相較於南口，設有商店街的北口較為熱鬧，稍遠離車站則為住宅區。
附近有國學院大學久我山中學校・高等學校、東京都立西高等學校、杉並區立西宮中學校、杉並區立高井戶第二小學校等設施。
- 大丸Peacock（日语：イオンマーケット）
- SUMMIT STORE
- 社會福祉法人康和會久我山醫院 - 南口藥局前有免費接駁巴士可以使用。
- 人見街道（日语：人見街道）
- 神田川
- 岩崎通信機（日语：岩崎通信機）
- 杉並久我山郵便局

### 巴士路線
京王巴士東
- 鷹64：往三鷹站南口（深夜巴士）／往永福町（行駛數量少）
  - 往永福町（由三鷹站發車）的乘車處位於南口SUMMIT Store前，三鷹站方向乘車場在井之頭線平交道的另一端。
- 社區巴士杉丸（日语：すぎ丸）（Sugi-Maru）往西荻窪站
  - 乘車處距離北口步行3分鐘

## 相鄰車站
京王電鐵
 井之頭線
■急行
永福町（IN09）－久我山（IN14）－（櫻花花季的星期六、日臨時停靠井之頭公園）－吉祥寺（IN17）
■各站停車
富士見丘（IN13）－久我山（IN14）－三鷹台（IN15）

## 關連項目
- 日本鐵路車站列表
- 久我山

## 外部連結
- 久我山 - 京王電鐵